# 미시아
미시아(그리스어: Μυσία; 라틴어: Mysia; 튀르키예어: Misya) 혹은 무시아(신약성경 개역개정판)는 고대 소아시아(아나톨리아, 현대 튀르키예의 아시아 부분) 북서쪽에 있던 지역이다. 마르마라해 남부 해안에 위치했다. 동쪽으로는 비티니아, 남동쪽으로는 프리기아, 남쪽으로는 리디아, 남서쪽으로는 아이올리스, 서쪽으로는 트로아스, 북쪽으로는 프로폰티스와 접했다. 고대에는 미시아인, 프리기아인, 아이올리스계 그리스인 및 다른 집단들이 거주했다.

## 지리
미시아의 정확한 경계를 정하기는 어렵다. 프리기아 국경은 변동이 심했고, 북서쪽의 트로아스는 때때로 미시아에 포함되기도 했다. 북쪽 지역은 "소프리기아" 또는 (μικρὰ Φρυγία mikra Phrygia[*]; 라틴어: Phrygia Minor)로 알려졌으며, 남쪽 지역은 "대프리기아" 또는 "페르가메네 프리기아"라고 불렸다. 미시아는 후대에 헬레스폰토스 프리기아(고대 그리스어: Ἑλλησποντιακὴ Φρυγία Hellespontiake Phrygia[*]; 라틴어: Phrygia Hellespontica) 또는 "획득 프리기아" (고대 그리스어: ἐπίκτητος Φρυγία epiktetos Phrygia[*]; 라틴어: Phrygia Epictetus)로도 알려졌는데, 이는 이 지역이 아탈로스 왕국에 합병되었을 때 붙여진 이름이다.
아우구스투스 치세에 미시아는 북쪽으로 헬레스폰토스와 프로폰티스, 동쪽으로 비티니아와 프리기아, 남쪽으로 리디아, 서쪽으로 에게해 사이에 있는 소아시아 북서부 전체를 차지했다.

### 지형 및 고도

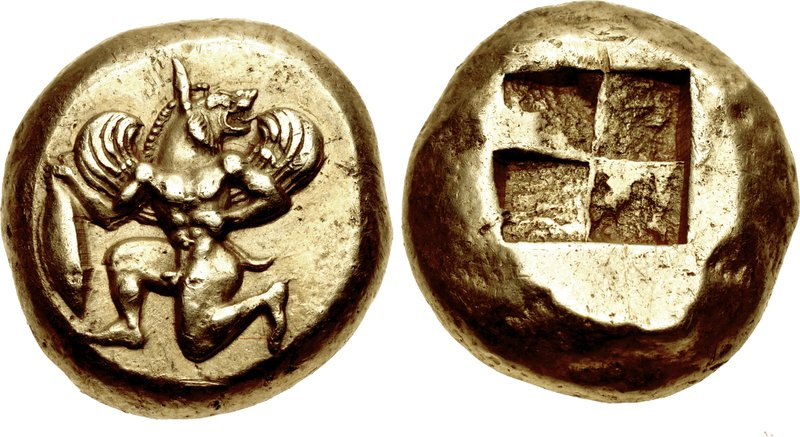
미시아 키지코스의 주화. 기원전 550~500년경

미시아의 주요 지형적 특징은 두 개의 산인데, 북쪽의 올림포스산 (2,317m)과 남쪽의 템누스산이 그것이다. 템누스산은 미시아와 리디아를 한동안 분리시키다가 미시아를 관통하여 아드라미티움만 근처까지 이어진다. 주의 북부에 있는 주요 강은 마케스투스강과 그 지류인 륀다쿠스강인데, 둘 다 프리기아에서 발원하여 미시아를 넓게 가로지르다가 프로폰티스에서 약 15 마일 (24 km) 떨어진 울루바트호 아래에서 합류한다. 남쪽의 카이쿠스강은 템누스에서 발원하여 서쪽으로 에게해로 흐르며, 페르가몬에서 몇 마일 떨어진 곳을 통과한다. 주의 북부에는 아르티니아 또는 아폴로니아티스호 (아불리온트 게울)와 아프니티스호 (마니야스 게울)라는 두 개의 큰 호수가 있으며, 이들은 각각 동쪽과 서쪽에서 마케스투스강으로 물을 방출한다.

### 도시
가장 중요한 도시는 카이쿠스강 계곡의 페르가몬과 프로폰티스의 키지코스였다. 전체 해안선에는 그리스 도시들이 촘촘히 박혀 있었는데, 이들 중 상당수는 상당히 중요한 장소였다. 북부 지역에는 파리움, 람프사쿠스 및 아비도스가 포함되었고, 남부 지역에는 아소스, 아드라미티움이 포함되었다. 더 남쪽, 엘레아만에는 엘레아, 미리나, 키메가 있었다.

## 역사

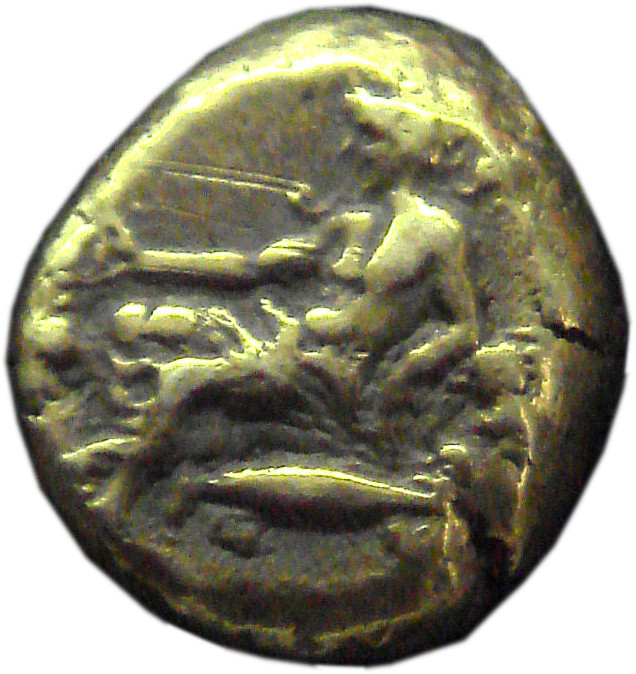
미시아의 주화, 기원전 4세기

그리스 신화의 트로이 전쟁 주기에서 작은 에피소드 하나는 그리스 함대가 트로이로 오인하여 미시아에 상륙했다는 내용이다. 아킬레우스는 그리스인을 살해한 미시아의 왕 텔레포스에게 상처를 입혔고, 텔레포스는 나중에 아킬레우스에게 상처를 치료해달라고 간청한다. 텔레포스가 통치했던 이 해안 지역은 그리스 신화에서 "테우트라니아"라고도 불리는데, 이는 이전에 테우트라스 왕이 통치했기 때문이다. 일리아스에서 호메로스는 미시아인들을 트로이의 동맹으로 묘사하며, 미시아 군대는 예언자 엔노모스와 크로미오스, 즉 아르시노우스의 아들들이 이끌었다. 호메로스 시대의 미시아는 역사적인 미시아보다 훨씬 더 작았으며, 북쪽으로 헬레스폰토스나 프로폰티스까지 뻗어 있지 않았다. 호메로스는 미시아에 어떤 도시나 지형지물을 언급하지 않으며, 호메로스 시대의 미시아가 정확히 어디에 위치했는지도 명확하지 않지만, 아마도 트로아스(미시아의 북서쪽)와 리디아/마이오니아(미시아의 남쪽) 사이에 위치했을 것이다.
프리기아어 방언으로 된 미시아 비문들이 남아 있으며, 프리기아 문자의 변형을 사용하여 작성되었다. 또한 아이올리스 그리스어 자료에는 미시아 토착어인 루테스칸어에 대한 소수의 언급이 있다.

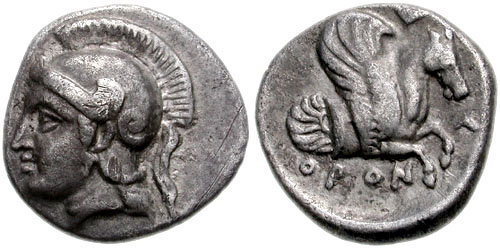
아드라미티움, 미시아의 사트라프인 오론테스 주화 – c. 기원전 357~352년

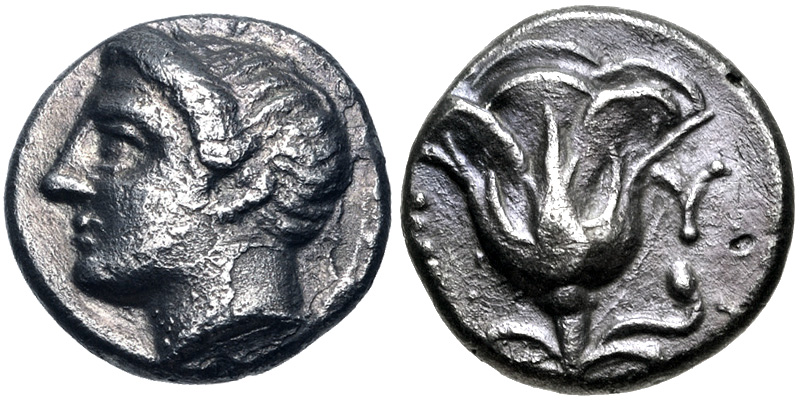
미시아, 로도스의 멤논 주화. 기원전 4세기 중반

페르시아의 아케메네스 제국 치세에는 소아시아 북서부 지역, 여전히 프리기아인들이 살고 있었지만 주로 아이올리스인들이 거주하는 곳이 "소프리기아"로 불렸고, 그리스인들은 "헬레스폰토스"라고 불렀다.
기원전 192년부터 188년까지의 로마-시리아 전쟁에서 로마가 안티오코스 3세를 격파한 후, 디아도코이의 셀레우코스 제국이 지배했던 이 지역은 로마의 동맹국인 아탈로스 왕국으로 넘어갔고, 기원전 133년에 아탈로스 3세 왕이 사망하자 로마 자체에 귀속되어 아시아 속주의 일부가 되었다. 그리고 나중에는 "헬레스폰투스"라는 별도의 프로콘술 로마의 속주가 되었다.
사도행전에 따르면, 사도 바울로, 실라 그리고 디모데는 바울의 두 번째 선교 여행 중에 미시아에 왔다(또는 지나갔다). 이 이야기는 그들이 여행의 이 부분에서 어디로 갈지 불확실했으며, "성령이 소아시아에서 말씀을 전하는 것을 금하셨기" 때문이라고 시사한다.
곧 바울은 "마케도니아인"의 환상을 보았는데, 그는 사도들을 서쪽으로 마케도니아로 가도록 초대했다.

## 고대 다리
여러 로마 다리의 유적이 여전히 남아 있다:
- 아이세푸스 다리 (아이세푸스강 위, 오늘날 괴넨 차이)
- 콘스탄티누스 다리 (륀다쿠스강 위, 아드르나스 차이)
- 마케스토스 다리 (마케스토스강 위, 수수르룩 차이)
- 백색 다리 (그라니쿠스강 위, 비가 차이)

## 같이 보기
- 아이올리스
- 아나톨리아의 고대 지역
- 미시아어
- 미시아인
- 텔레포스